# Єнні Берггрен
Єнні Сесілія Берггрен (у шлюбі Петрен, професійно знана як Єнні Берггрен і Єнні з Ace of Base, швед. Jenny Cecilia Petrén; нар. 19 травня 1972, Гетеборг, Швеція) — шведська співачка, поетеса та композиторка. Колишня учасниця гурту «Ace of Base» разом з братом Йонасом, сестрою Лінн та спільним другом Ульфом Екбергом. Авторка багатьох пісень гурту та сольних. З 1995 року і займається сольною творчістю. Залишила гурт у 2009 році, а у 2010 році випустила дебютний альбом «My Story». Авторка популярної автобіографії.

## Біографія
Народилася у Гетеборзі третьою дитиною в родині фахівця з радіології Йорана Берггрена та Біргітти Берггрен. Виросла в християнській родині на околиці міста. Всі діти брали уроки музики, а Єнні зі старшою сестрою Малин грала на скрипці. Вивчала класичну музику і співала з сестрою в церковному хорі.
Вночі 27 квітня 1994 року на Єнні і її матір в їх будинку напала з психічно хвора дівчина, яка переслідувала Єнні і вистежила її. Мати Берггрен отримала ножові поранення рук. Дівчина виявилася 21-річною громадянкою Німеччини Мануелою Бегрендт, якій був заборонений в'їзд до Швеції.
Берггрен як волонтерка, брала участь у багатьох гуманітарних акціях. Проводила християнські концерти, виступала в церковному хорі. 18 вересня 2004 року одружилася з шведським піаністом Якобом Петреном. Народила сина і доньку. Проживає з родиною в Гетеборзі.

## Ace of Base
Наприкінці 1980-х років Берггрен разом із Йонні Лінденом та Нікласом Транком створили групу «Tech Noir», яка потім перетворилася на «Ace of Base». Єнні навчалася в той час в університеті на вчительку, однак після підписання контракту з данською компанією звукозапису «Mega Records» змінила плани. Компанія випустила дебютний альбом, який розійшовся у світі тиражем в 30 млн примірників.
Спочатку ролі Лінн і Єнні в колективі були однакові, хоча компанії звукозапису віддавали пріоритет Лінн, яка виконувала більшість композицій. На початку творчої кар'єри Лінн і Єнні практично не брали участі у формуванні репертуару групи, не займалися продюсерською діяльністю. Пізніше Лінн стала усуватися від активної позиції в групі, і поступово Єнні вийшла на перші ролі.
Єнні Берггрен написала кілька пісень для альбому «The Bridge», у тому числі «Ravine» (пісня присвячена нападу на неї і її сім'ю 27 квітня), «Wave Wet Sand» і «Experience Pearls». Надалі вона продовжила писати сингли для гурту і її пісні потрапили в усі успішні альбоми «Ace of Base».

### Конфлікт щодо назви

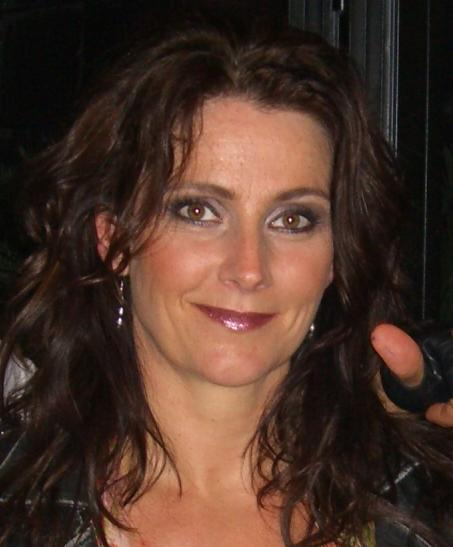
Єнні Берггрен у 2008 році

У 2007—2009 роках Берггрен, Юнас та Ульф з концертами відвідали багато країн Європи й Азії. Під час туру вони записали кілька нових пісень і випустили п'ятий студійний альбом. Гурт, який став виглядати як тріо, не зміг знайти звукозаписну компанію, і Берггрен стала самостійно працювати над матеріалом для сольного альбому. 2009 року Берггрен зареєструвала акаунт у соціальній мережі Твіттер, де заявила, що працює над синглами для сольного альбому.
У цей час Ульф і Йонас запросили в гурт двох нових вокалісток, Клару Хагман та  Юлію Вільямсон. Коли з'явилася така інформація, Йонас і Берггрен практично одночасно заявили, що новий склад не називатиметься «Ace of Base» для проєкту буде запропоновано нову назву.
У підсумку альтернативна назва практично продублювала оригінальну: «Ace.of.Base», додалося графічне оформлення на обкладинках нових релізів. В інтерв'ю шведському телебаченню Ульф зазначив: «Ми все ще називаємося Ace of Base. Крапки між словами просто є стилем оформлення логотипу».
Берггрен в кількох інтерв'ю заявляла, що ніколи не покидала колектив, а також що всі четверо виконавців, які починали роботу в проєкті, досі є учасниками гурту та власниками бренду «Ace of Base», що підтверджується юридичними документами, підписаними з братом Йонасом.
В подальшому це підтвердив Йонас: «Вона (Єнні) ніколи офіційно не заявляла "Я йду". Але для звукозаписної компанії очевидно, що вона вже покинула гурт. І вони припинили дію її контракту. Але вона ніколи не говорила „Ой, я не хочу бути в колективі“. Коли компанія наполягала на новій виконавиці: „Вони не казали, що це повинна бути молодша дівчина, але вони хотіли бачити нову виконавицю, нову лідерку-вокалістку“».
Ульф казав, що «немає ніяких проблем з приводу назви, навіть якщо в проєкт включені всі раніше представлені виконавці» Берггрен прокоментувала це в інтерв'ю 18 жовтня 2010 року, сказавши, що Йонас і Ульф не дозволили їй брати участь у створенні нового альбому: "Я хочу відзначити, що є певні умови, в яких я можу працювати… і зараз їх немає. Вони не хочуть, щоб я була в гурті". На питання «Чи хочете Ви повернутися знову в Ace of Base?» Берггрен відповіла: «Не прямо зараз. Спочатку дехто повинен вибачитися».

### Сольна кар'єра
У 2008 році Єнні Берггрен випустила автобіографію «Vinna hela världen» (укр. «Завоювати весь світ»). Перше видання було повністю розкуплено в Швеції (за статистикою, тільки 4 % книг у Швеції розкуповуються повністю) і було оголошено про друге видання. Англійська версія «To Win the World» (укр. «Завоювати світ») планувалася до видання у 2011 році, проте донині не вийшов навіть реліз.
Напередодні Нового 2010 року Берггрен випустила першу пісню в рамках самостійної кар'єри «Free Me», яку можна було безкоштовно завантажити з її нового персонального сайту.
У травні 2010 року випустила перший самостійний сингл «Here I Am», доступний на iTunes. Сингл досяг 14 місця у шведських музичних чартах. 15 вересня 2010 року Берггрен випустила другий сингл «Gotta Go». Дебютний альбом «My Story» вийшов 13 жовтня 2010 року.
3 лютого 2011 року Берггрен презентувала пісню «Let your heart be mine» у відбірковому турі фіналу Данії на пісенний конкурс Євробачення 2011, де посіла друге місце. На національному фіналі 26 лютого 2011 року її пісню зустріли бурхливими оваціями. Після першого раунду голосування Єнні Берггрен не змогла потрапити до фінальної четвірки і не взяла участь надалі відборі. Попри це, фанати розцінили виступ як безсумнівний успіх, а її пісню — як одну з найкращих у кар'єрі.

## Дискографія

### Альбоми
| Рік  | Назва                                                                                                | Позиція в чартах |
| Рік  | Назва                                                                                                | SWE              |
| ---- | --- | ---------------- |
| 2010 | My Story - Вийшов: 13 жовтня 2010 - Лейбл: Ipono Productions, Universal - Формат: CD, завантажування | 48               |

### Сингли
| Рік  | Назва       | Позиція в чартах | Позиція в чартах | Позиція в чартах | Позиція в чартах | Альбом   |
| Рік  | Назва       | Швеція           | Фінляндія        | Велика Британія  | Німеччина        | Альбом   |
| ---- | ----------- | ---------------- | ---------------- | ---------------- | ---------------- | -------- |
| 2010 | «Free Me»   | -                | -                | -                | -                | My Story |
| 2010 | «Here I Am» | 14               | -                | -                | -                | My Story |
| 2010 | «Gotta Go»  | -                | -                | -                | -                | My Story |

## Вокал
Єнні Берггрен виконувала всі сингли гурту, крім наступних:
- «All that she wants» (Малін Берггрен, Йонас Берггрен і Екберг);
- «Happy nation» (Малін Берггрен, Йонас Берггрен і Екберг);
- «Dimension of depth» (інструментал);
- «Dancer in a daydream» (Малін Берггрен);
- «Whispers in blindness» (Малін Берггрен);
- «Everytime it rains» (Малін Берггрен).

## Творчість
Єнні Берггрен також написала музику і слова до наступних композицій гурту:
- «Hear me calling» (з Йонасом і Малін Берггрен, Екбергом);
- «Ravine»;
- «Wave wet sand»;
- «Experience pearls»;
- «He decides»;
- «Love in december» (з Йонасом і Малін Берггрен, Екбергом);
- «Beautiful morning» (з Йонасом і Малін Берггрен);
- «Change with the light» (з Йонасом і Малін Берггрен, Ульфом Екбергом);
- «What's the name of the game» (з Йонасом і Малін Берггрен, Ульфом Екбергом, Харрі Соммердалем і Йонасом ван дер Бургом).

Сольний альбом «My Story»
- «Air of love»;
- «Beat of my heart»;
- «Dying to stay alive»;
- «Free me»;
- «Give me the faith»;
- «Going home»;
- «Gotta go»;
- «Here I am»;
- «Natural superstar»;
- «Numb»;
- «Spend this night».